# Бостонский музей и галерея изящных искусств
Бостонский музей и галерея изящных искусств (англ. Boston Museum and Gallery of Fine Arts, короткое название Boston Museum) — многофункциональное здание в Бостоне, представлявшее собой театр, музей и зоопарк, существовавшие в XIX веке.

## История
Был создан Мозесом Кимбаллом в 1841 году на основе коллекции Музея Новой Англии, выкупленной у американского художника Итана Аллена Гринвуда.
В коллекции музея Кимбалла были представлены: восковые фигуры, картины, настоящие животные. Театральные представления в здании начались в 1843 году. Здесь выступали: Лоуренс Барретт, Эдвин Бут, Джон Уилкс Бут, Мэдж Лессинг, Ричард Мэнсфилд, Эдвард Сотерн, Мэри Энн Винсент и Уильям Уоррен.
В 1861 году, в начале Гражданской войны в США, в здании музея находился вербовочный пункт 22-го Массачусетского добровольческого пехотного полка.
Здание Бостонского музея на Тремонт-стрит, 18 спроектировал бостонский архитектор Хэммат Биллингс. В 1846 году было построено второе здание музея на Тремонт-стрит, 28 — оно располагалось по соседству со зданием Массачусетского исторического общества и недалеко от часовни King's Chapel Burying Ground. Интерьер нового здания музея оформлял Игнац Гаугенгигл.
Бостонский музей был закрыт в 1903 году.